# Ɐ

Ɐ (в нижньому регістрі ɐ) — це літера латинської абетки. Вона виглядає як перевернуте А.
Ця буква вже давно використовується як фонетичний знак і також вживається в текстах (в основному в корнській мові), щоб позначити коротке німецьке О (IPA: ɔ). Маленька буква використовується також у Міжнародному фонетичному алфавіті для позначення ненапруженого голосного середнього ряду низького підняття.
Не слід плутати цей символ з математичним символом для квантора, який дуже схожий на перевернуту A.

## Зображення на комп'ютері
В Unicode Ɐ має код U+2C6F (велика буква) і U+0250 (мала літера).